# Mesquita Istiqlal
La mesquita Istiqlal (indonesi: Masjid Istiqlal, ‘Mesquita de la Independència’; àrab: مَسْجِد ٱلْإِسْتِقْلَال, masjid al-Istiqlāl) és una mesquita aljama de Jakarta, a Indonèsia, la més gran del sud-est asiàtic i la novena mesquita més gran del món pel que fa a la capacitat de fidels. Construïda per commemorar la independència d'Indonèsia, se li va donar el nom d'Istiqlal, una paraula àrab que significa ‘independència’. La mesquita es va obrir al públic el 22 de febrer de 1978. Dins de Jakarta, la mesquita està situada al costat de la plaça Merdeka, de la catedral de Jakarta, de ritu catòlic, i de l'església d'Emmanuel, de l'església reformada.

## Història

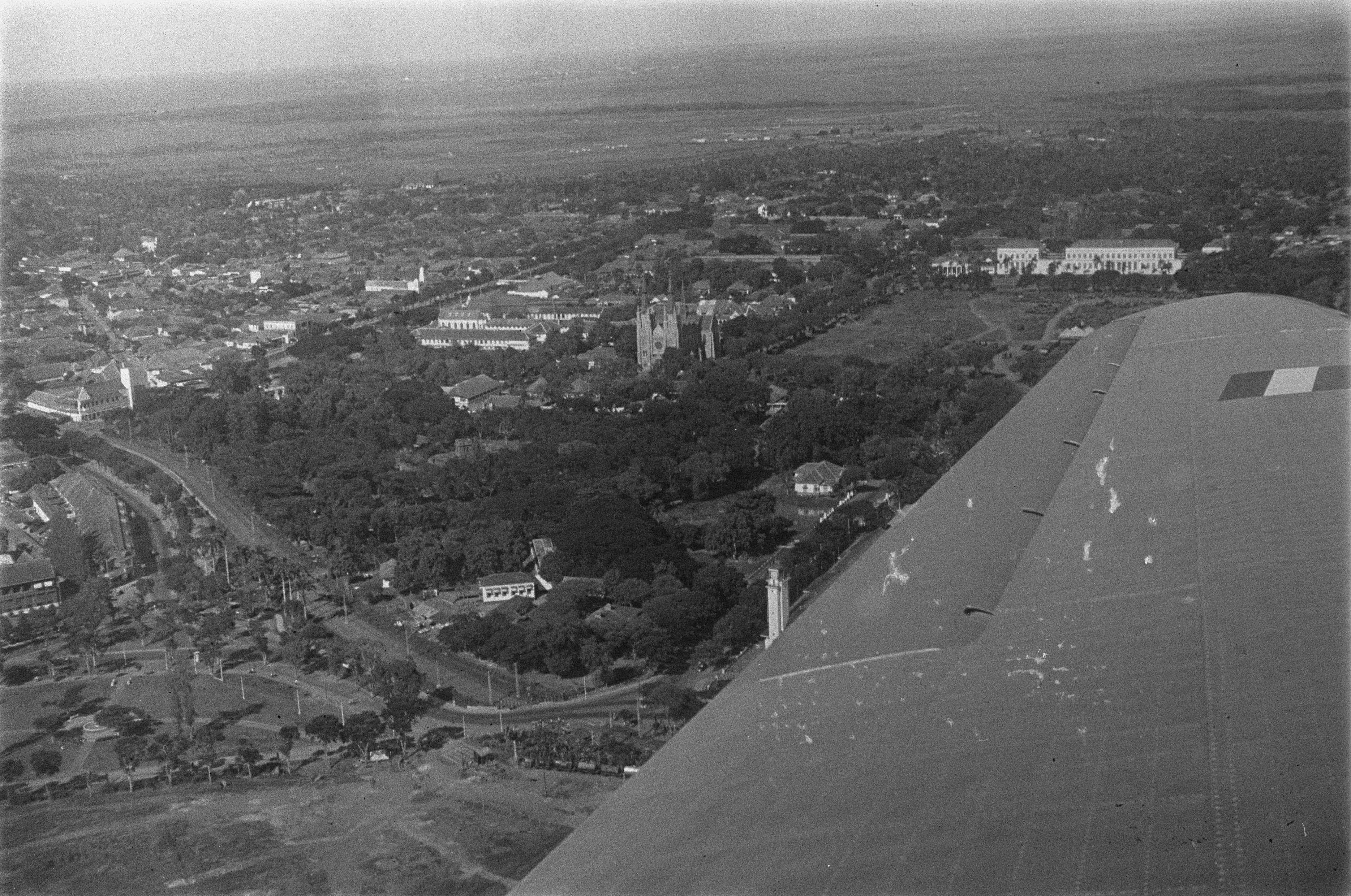
Wilhelminapark i la ciutadella de Prins Frederik el 1946

La mesquita es va construir en la ubicació d'un antic parc, Wilhelminapark, i d'una ciutadella del segle xix, la ciutadella de Prins Frederik.

### Disseny i competició
Després de la proclamació de la independència d'Indonèsia el 1945, la idea de construir una gran mesquita nacional d'Indonèsia va ser plantejada per Wahid Hasyim, primer ministre d'afers religiosos d'Indonèsia, i per Anwar Cokroaminoto, nomenat més tard com a president de la Fundació Masjid Istiqlal. El comitè per a la construcció de la mesquita Istiqlal, dirigit per Cokroaminoto, es va fundar el 1953. El comitè va proposar la construcció d'una mesquita nacional al president indonesi Sukarno, que va acollir la idea i més tard va ajudar a supervisar la construcció de la mesquita. El 1954, el comitè va nomenar Sukarno com a supervisor tècnic en cap. Per al disseny de l'edifici es va convocar un concurs que va guanyar Friedrich Silaban. Silaban era fill d'un pastor luterà de l'Església Cristiana Protestant de Batak.
Per al nou edifici es van proposar diverses localitzacions, i Mohammad Hatta, vicepresident d'Indonèsia, va suggerir que la mesquita s'havia de construir a prop de zones residencials de l'avinguda Thamrin, en un solar on avui hi ha l'Hotel Indonesia. Tanmateix, Sukarno va insistir que una mesquita nacional s'havia de situar prop de la plaça més important de la nació, prop del Palau Merdeka. Això concordava amb la tradició javanesa que situava el kraton, el palau del rei, i la masjid agung, la mesquita aljama, al voltant de l'alun-alun o plaça principal d'una ciutat javanesa; en aquest sentit, seguint aquesta pràctica, la nova mesquita havia d'estar a prop de la plaça Merdeka, on hi ha el palau presidencial. Sukarno també va insistir que la mesquita nacional s'havia de construir prop de la catedral de Jakarta i de l'església d'Immanuel, per simbolitzar l'harmonia i la tolerància religioses, tal com es promovia al <i>Pancasila</i>, la ideologia fundacional d'Indonèsia. Finalment es va decidir que la mesquita nacional es construiria a Taman Widjaja Kusuma, l'antic Parc Wilhelmina, davant de la catedral de Jakarta. Per fer lloc a la mesquita, es va enderrocar la Ciutadella de Prins Frederik, construïda l'any 1837.

### Construcció

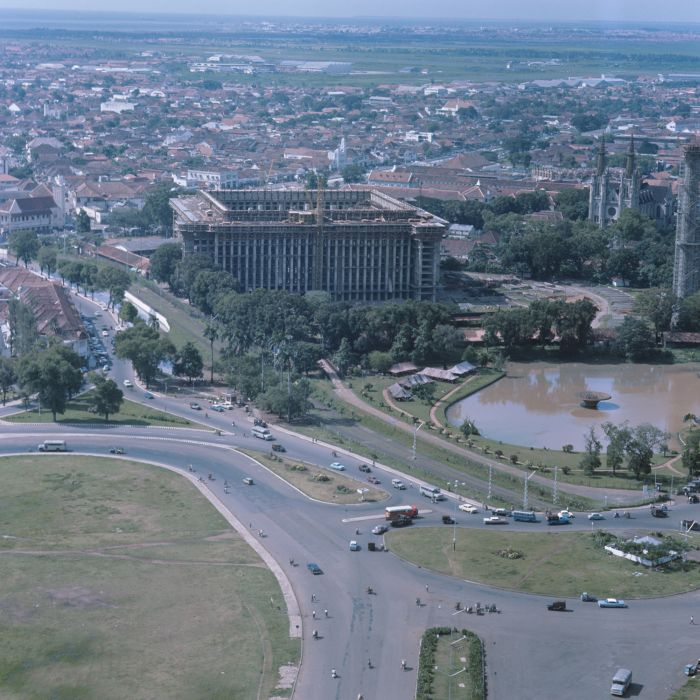
La mesquita Istiqlal en construcció. A la dreta, catedral de Jakarta

La primera pedra va ser col·locada per Sukarno el 24 d'agost de 1961. La construcció va durar 17 anys. El president Suharto la va inaugurar com a mesquita nacional el 22 de febrer de 1978. A 2013, és la mesquita més gran de la regió del sud-est asiàtic, amb una capacitat de més de 120.000 persones.

### Esdeveniments contemporanis
La nit del divendres 14 d'abril de 1978, va explotar una bomba feta d'explosiu plàstic prop del mínbar. No es van registrar víctimes. Uns 20 anys després, el 19 d'abril de 1999, es va produir un segon atac amb bomba al soterrani de la mesquita, que va trencar els vidres de les oficines.
Entre maig de 2019 i juliol de 2020, la mesquita va patir una renovació important amb un cost de 35 milions de dòlars. Les obres van incloure el poliment i la neteja de l'exterior de marbre i de l'ornamentació geomètrica d'acer inoxidable, uns nous mihrab i mínbar, la millora dels sistemes elèctrics i de fontaneria, un nou sistema d'il·luminació amb làmpades LED, la renovació de les sales VIP, unes noves portes i millores per al jardí, l'aparcament i la plaça exterior, un nou quiosc per a venedors i un nou aparcament de dues plantes al soterrani.
Les autoritats indonèsies han construït un túnel que connecta la mesquita amb la veïna catedral de Santa Maria de l'Assumpció. Aquest túnel, conegut com Terowongan Silaturahmi, ‘Túnel de l'amistat’, que es volia acabar l'abril de 2020, abans del ramadà del 2020.
El setembre de 2024, el papa Francesc, durant una visita a Indonèsia, va declarar que la mesquita Istiqlal de Jakarta és una prova palpable de la moderació religiosa que caracteritza Indonèsia. Al mateix temps, el papa, com a cap de l'Església Catòlica, i Nasaruddin Umar, gran imam de la mesquita d'Istiqlal, van signar, juntament amb altres personalitats religioses indonèsies, la Declaració d'Istiqlal.

## Estructura
L'edifici consta de dues estructures rectangulars connectades: una estructura principal i una estructura secundària més petita. L'estructura més petita serveix com a porta principal d'accés, així com hi ha les escales i espais de pregària.
Les fonts per al <i>wudu</i> (‘ablució’) són a la planta baixa, mentre que la sala de pregària principal i el pati principal es troben al primer pis.
La mesquita té set entrades, que reben noms provinents d'al-asmà al-husna, ‘els més bells noms’, els noranta-nou noms de Déu, segons la tradició islàmica. El número de portes, set, representa els set cels de la cosmologia islàmica.
- Portes principals:
  - الفتاح, al-Fattāḥ, ‘el Conqueridor’: és la porta situada davant de la catedral de Jakarta; és l'entrada principal per als visitants, i també du a la zona d'aparcament principal.
  - ٱلْرَّزَّاقُ, ar-Razzāq, ‘el Proveïdor’: està a situada a Jalan Perwira i dona a l'aparcament principal.
  - ٱلْسَّلَامُ, as-Salām, ‘la Pau’: és la porta dels convidats importants, com ara clergues o ambaixadors, i du directament a les primeres files de la sala de pregària, prop de l'imam.
- Portes secundàries:
  - ٱلْقُدُّوسُ, al-Quddūs, ‘el Santíssim’: està situada al nord-est del complex.
  - الملك, al-Mālik, ‘el Sobirà’: està situada a l'oest del complex  i s'utilitza per a convidats molt importants, com ara el president d'Indonèsia.
  - ٱلْغَفَّارُ, al-Ḡaffār, ‘l'Indulgent’: està situada a l'extrem sud de l'edifici del pati, just a sota del minaret; és la més allunyada del mihrab.
  - ٱلْرَّحْمَان, ar-Raḥmān, ‘el Compassiu’: està situada a l'angle sud-oest del vestíbul, prop de la porta al-Mālik.

### Cúpules
La sala de pregària rectangular de l'edifici principal està coberta amb una cúpula esfèrica de 45 m de diàmetre. El número 45 simbolitza la Proclamació d'Independència d'Indonèsia, que va tenir lloc l'any 1945. La cúpula està coronada amb un pinacle ornamental d'acer inoxidable amb la forma d'una mitja lluna i una estrella, símbol de l'islam.
La cúpula se sosté sobre dotze columnes, que contrasten amb els pilars que volten i sostenen les parets de la sala de pregària, entre els quals s'obren quatre pisos de balcons. Les dotze columnes remeten a la data d'aniversari del profeta de l'islam Mahoma, que tradicionalment s'accepta que ve ser el dia 12 del mes de rabí al-àwwal.
El complex compta amb una cúpula secundària, més petita, que també està coronada amb un pinacle d'acer inoxidable, decorat aquest cop amb el nom Déu en àrab, Al·lah.

### Interior

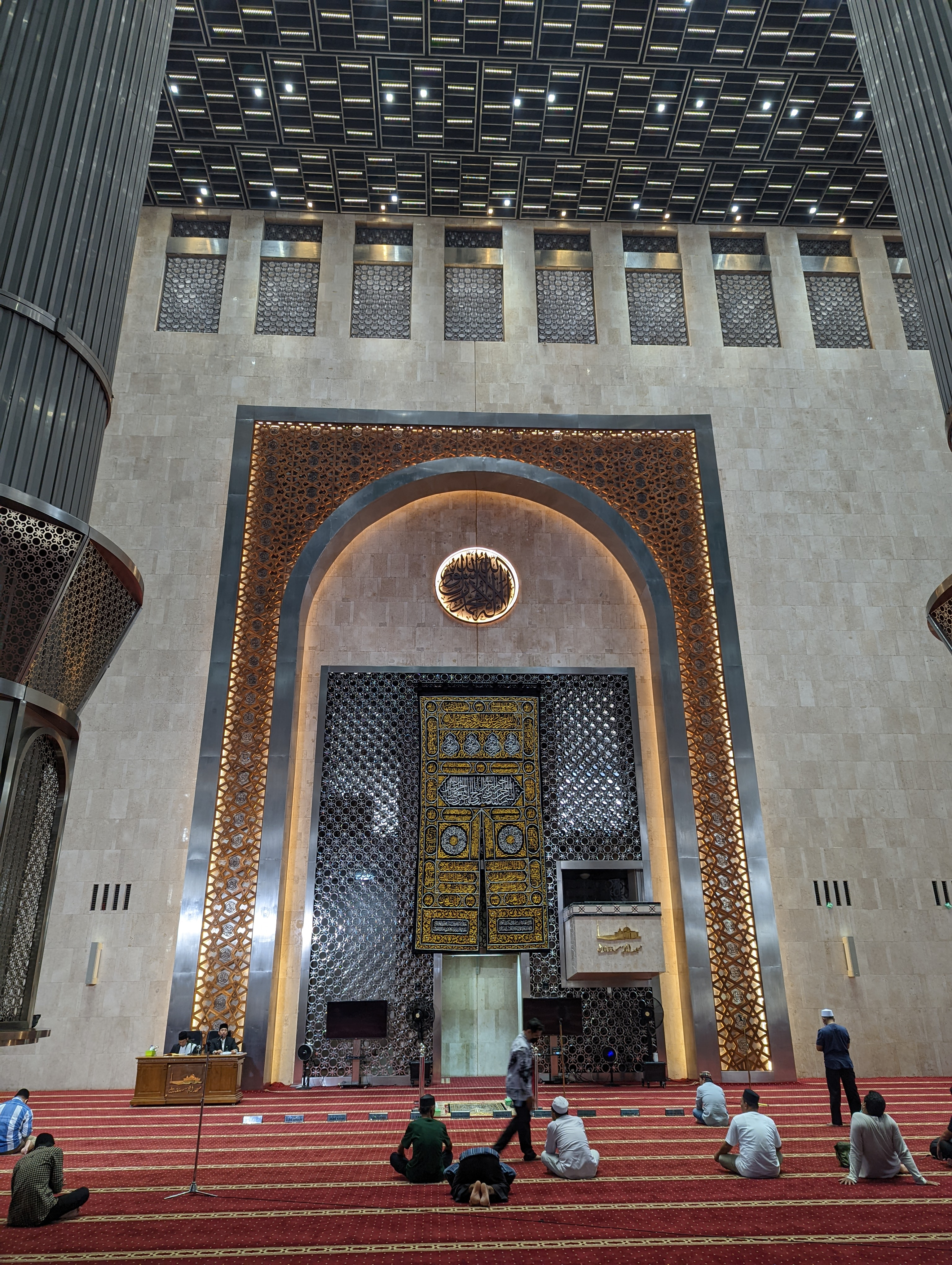
Interior de la sala principal de pregària

L'edifici principal compta amb planta baixa i quatre pisos, és a dir cinc plantes, número que remet als cinc pilars de l'islam, així com a les cinc oracions diàries, i als cinc principis del Pancasila. Unes escales a les cantonades de l'edifici donen accés a totes les plantes.
Al vestíbul principal s'hi accedeix per una entrada coberta amb una cúpula de 8 metres de diàmetre, distància que remet al número 8, que simbolitza l'agost, el mes de la independència d'Indonèsia.
El disseny interior és minimalista, senzill i net, amb els mínims ornaments geomètrics, fets d'acer inoxidable. Les dotze columnes que sostenen la cúpula principal també estan cobertes d'acer inoxidable. A la paret de l'alquibla hi ha, al centre, un mihrab i un mínbar. Les peces metàl·liques, les cobertes d'acer inoxidable i els ornaments es van importar d'Alemanya. Originalment, com al proper Monument Nacional, es preveia que els marbres blancs fossin importats d'Itàlia. Tanmateix, per reduir costos i donar suport a la indústria local del marbre, més tard es va decidir que els marbres serien de les pedreres de marbre de Tulungagung, a Java oriental.

### Minaret

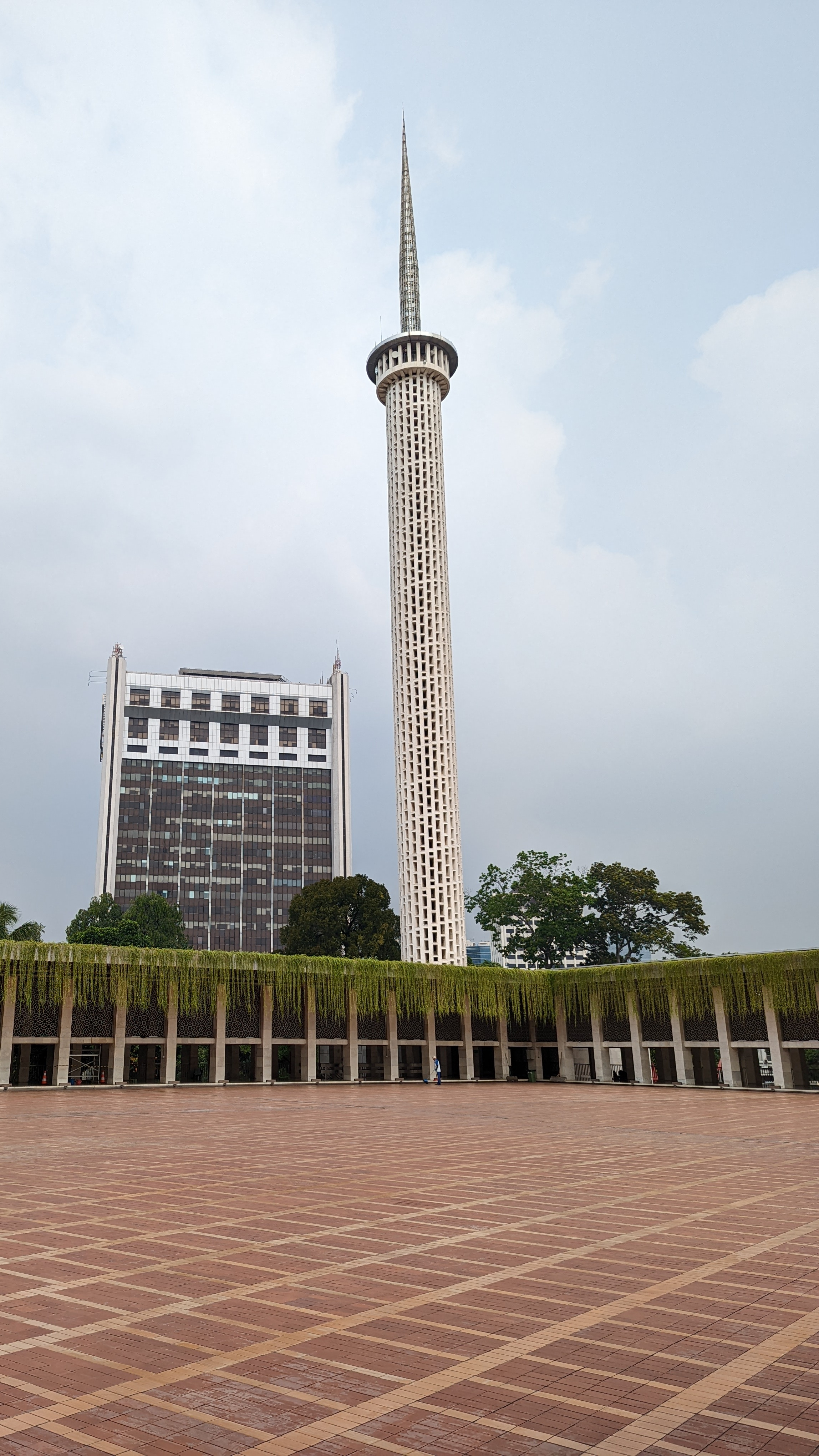
Minaret

A l'angle sud de l'edifici principal hi ha l'únic minaret de la mesquita. A diferència de moltes mesquites, que tenen diversos minarets, la mesquita Istiqlal només en té un, per simbolitzar la unitat divina de Déu. Fa 66,66 m d'alçada per simbolitzar (incorrectament) les 6.666 aleies de l'Alcorà. El pinacle d'acer inoxidable, de 30 metres d'alçada, que culmina el minaret simbolitza els 30 juz de l'Alcorà. Al costat sud, a prop del minaret, hi ha un gran bedug , un gran tambor de fusta fet amb pell de vaca. Com a tret diferencial, a Indonèsia els musulmans tradicionalment utilitzen el tambor per a l'àdhan o crida a l'oració.

### Altres instal·lacions
A la planta baixa del complex hi ha les oficines de la mesquita, la sala d'actes i una madrassa. La mesquita ofereix instal·lacions per a activitats socials i culturals.

### Capacitat
La mesquita d'Istiqlal pot acollir fins a 200.000 creients distribuïts entre:
1. 61.000 persones a la sala de pregària principal i a les balconades que la volten.
2. 8.000 persones a l'espai de l'edifici adjacent.
3. 50.000 persones a la terrassa oberta del segon pis.
4. 81.000 persones distribuïdes pels passadissos i altres espais.

### Recepció
Alguns musulmans indonesis van criticar que tant la cúpula com el minaret eren massa moderns i d'estil àrab. Consideraven que l'arquitectura no estava en harmonia amb la cultura islàmica i l'arquitectura indonesis. En resposta, l'expresident Suharto va iniciar una campanya per construir més mesquites d'estil javanès, amb triple sostre.

### Jardí

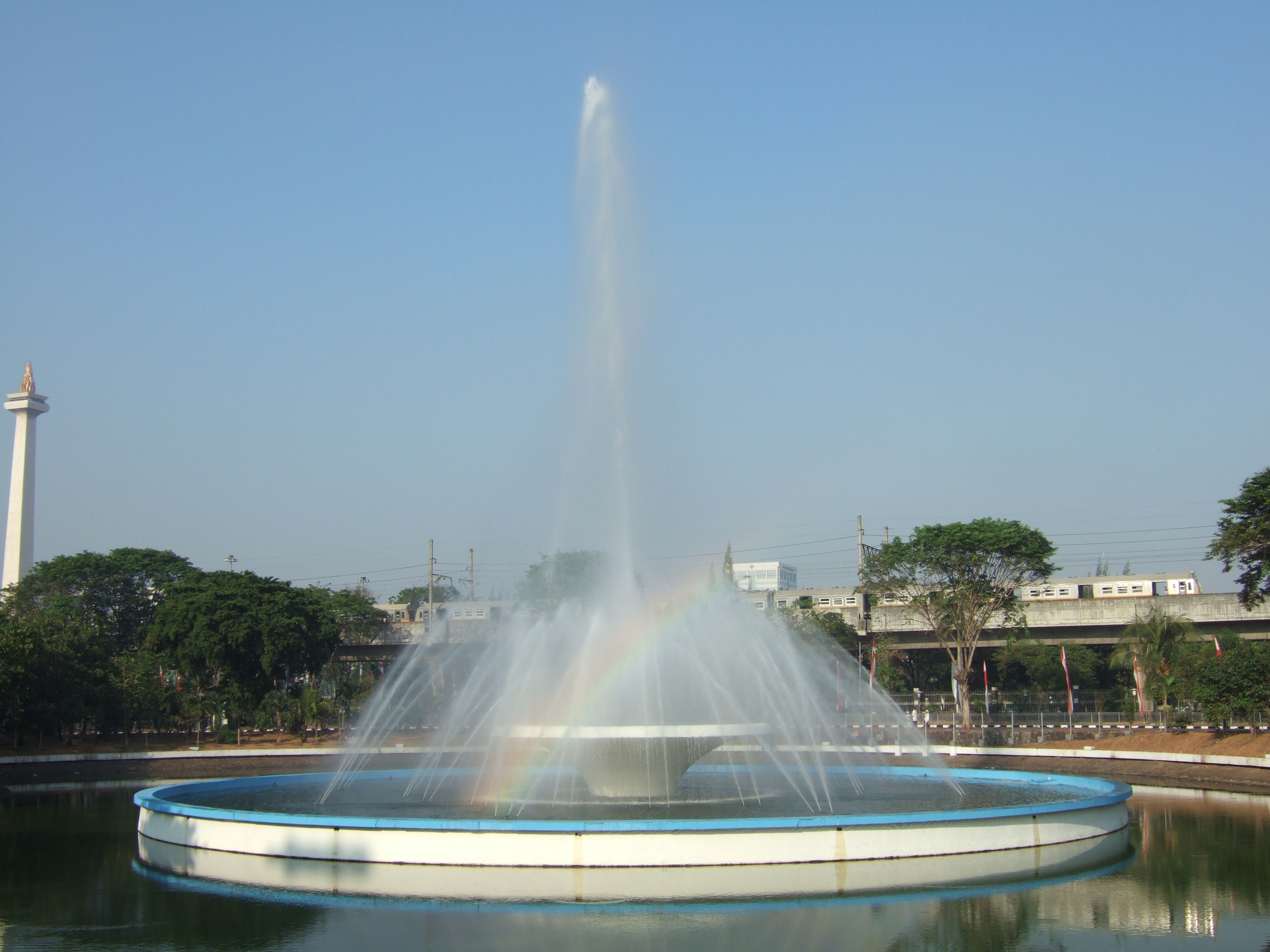
La font amb el monument de Monas al fons

La mesquita d'Istiqlal es troba a l'antic Wilhelmina Park i això va permetre conservar un gran nombre de plantes decoratives i arbres plantats al jardí que volta el complex, amb alguns arbres ja centenaris.
A l'angle sud-oest del jardí que envolta la mesquita, hi ha una gran piscina i una gran font amb un brollador.
El riu Ciliwung travessa el complex de la mesquita pel costat oriental de la mesquita.

## Iniciatives mediambientals
El gran imam Nasaruddin Umar ha liderat els esforços per fer que la mesquita sigui més respectuosa amb el medi ambient, inclosa la instal·lació de plaques solars, l'ús d'aixetes de flux lent i la implementació d'un sistema de reciclatge d'aigua. Tot plegat ha servit perquè la mesquita rebi el reconeixement com a primer lloc de culte amb certificat verd per part del Banc Mundial.

## Direcció
La mesquita d'Istiqlal compta amb un gran imam, un gran imam adjunt i set imams.